# FIS Marathon Cup 2005/2006
Sezon 2005/2006 FIS Marathon Cup rozpoczął się 18 grudnia 2005 roku włoskim maratonem La Sgambeda, a zakończył 18 marca 2006 roku noweskim Birkebeinerrennet.
Obrońcami tytułu byli: Włoszka Cristina Paluselli wśród kobiet oraz Czech Stanislav Řezáč wśród mężczyzn. W tym sezonie Paluselli zdobyła swój trzeci tytuł z rzędu, a wśród mężczyzn najlepszy był jej rodak Marco Cattaneo.

## Kalendarz i wyniki

### Kobiety
| Lp. | Data             | Zawody                           | Dystans             | 1. miejsce                | 2. miejsce         | 3. miejsce         |
| --- | ---------------- | -------------------------------- | ------------------- | ------------------------- | ------------------ | ------------------ |
| 1.  | 18 grudnia 2005  | Livigno – La Sgambeda            | 42 km s. dowolnym   | Cristina Paluselli        | Lara Peyrot        | Anna Santer        |
| 2.  | 15 stycznia 2006 | Bedřichov – Jizerská Padesátka   | 50 km s. klasycznym | Cristina Paluselli        | Lara Peyrot        | Sofia Lind         |
| 3.  | 29 stycznia 2006 | Predazzo – Marcialonga           | 70 km s. klasycznym | Cristina Paluselli        | Ine Wigernæs       | Sofia Lind         |
| 4.  | 5 lutego 2006    | Oberammergau – König-Ludwig-Lauf | 50 km s. klasycznym | Ine Wigernæs              | Cristina Paluselli | Sofia Lind         |
| 5.  | 12 lutego 2006   | Lamoura – Transjurassienne       | 76 km s. dowolnym   | Anna Santer               | Lara Peyrot        | Susanna Nevala     |
| 6.  | 25 lutego 2006   | Hayward – American Birkebeiner   | 52 km s. dowolnym   | Anna Santer               | Lara Peyrot        | Cristina Paluselli |
| 7.  | 12 marca 2006    | Samedan – Engadin Skimarathon    | 42 km s. dowolnym   | Natascia Leonardi Cortesi | Anna Santer        | Cristina Paluselli |
| 8.  | 18 marca 2006    | Lillehammer – Birkebeinerrennet  | 54 km s. klasycznym | Hilde Pedersen            | Annmari Viljanmaa  | Cristina Paluselli |

### Mężczyźni
| Lp. | Data             | Zawody                           | Dystans             | 1. miejsce                       | 2. miejsce          | 3. miejsce          |
| --- | ---------------- | -------------------------------- | ------------------- | -------------------------------- | ------------------- | ------------------- |
| 1.  | 18 grudnia 2005  | Livigno – La Sgambeda            | 42 km s. dowolnym   | Tullio Grandelis Biagio di Santo |                     | Teemu Kattilakoski  |
| 2.  | 15 stycznia 2006 | Bedřichov – Jizerská Padesátka   | 50 km s. klasycznym | Marco Cattaneo                   | Jørgen Aukland      | Raul Olle           |
| 3.  | 29 stycznia 2006 | Predazzo – Marcialonga           | 70 km s. klasycznym | Jørgen Aukland                   | Rickard Andreasson  | Jerry Ahrlin        |
| 4.  | 5 lutego 2006    | Oberammergau – König-Ludwig-Lauf | 50 km s. klasycznym | Stanislav Řezáč                  | Martin Larsson      | Jørgen Aukland      |
| 5.  | 12 lutego 2006   | Lamoura – Transjurassienne       | 76 km s. dowolnym   | Roberto De Zolt                  | Siergiej Aleksiejew | Pierluigi Costantin |
| 6.  | 25 lutego 2006   | Hayward – American Birkebeiner   | 52 km s. dowolnym   | Marco Cattaneo                   | Roberto De Zolt     | Pierluigi Costantin |
| 7.  | 12 marca 2006    | Samedan – Engadin Skimarathon    | 42 km s. dowolnym   | Michaił Botwinow                 | Marco Cattaneo      | Roberto De Zolt     |
| 8.  | 18 marca 2006    | Lillehammer – Birkebeinerrennet  | 54 km s. klasycznym | Anders Aukland                   | Daniel Tynell       | Raul Olle           |

## Klasyfikacje
| Lp. | Zawodnik                  | Punkty |
| --- | ------------------------- | ------ |
| 1.  | Cristina Paluselli        | 560    |
| 2.  | Anna Santer               | 510    |
| 3.  | Lara Peyrot               | 470    |
| 4.  | Sofia Lind                | 307    |
| 5.  | Ine Wigernæs              | 216    |
| 6.  | Annmari Viljanmaa         | 125    |
| 7.  | Natascia Leonardi Cortesi | 100    |
| 7.  | Hilde Pedersen            | 100    |
| 9.  | Łada Nesterenko           | 82     |
| 10. | Jenny Hansson             | 81     |

| Lp. | Zawodnik            | Punkty |
| --- | ------------------- | ------ |
| 1.  | Marco Cattaneo      | 416    |
| 2.  | Pierluigi Costantin | 325    |
| 3.  | Roberto De Zolt     | 309    |
| 4.  | Tullio Grandelis    | 296    |
| 5.  | Jørgen Aukland      | 285    |
| 6.  | Silvio Fauner       | 240    |
| 7.  | Daniel Tynell       | 196    |
| 8.  | Stanislav Řezáč     | 185    |
| 9.  | Raul Olle           | 170    |
| 10. | Jerry Ahrlin        | 150    |